# 臨津閣
臨津閣（イムジンガク、韓国語：임진각）は大韓民国京畿道坡州市にある、朝鮮民主主義人民共和国（北朝鮮）との間の軍事境界線付近を見渡すことのできる展望台である。

## 概要

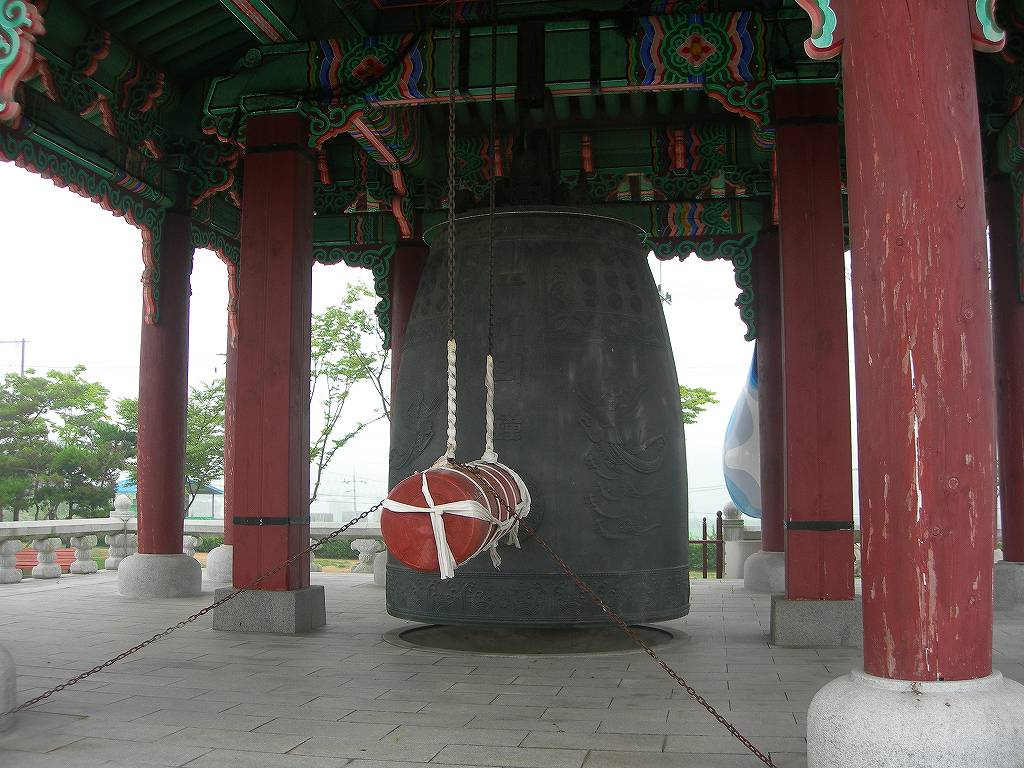
平和の鐘

軍事境界線の南方に設定された民間人出入統制区域の外にあり、特別な手続きなしに一般市民が北朝鮮に最も近付ける地である。そのため、離散家族が北朝鮮にいる家族を思って訪れる場所でもある。
3階建ての展望台内にはファストフードやレストラン、コンビニエンスストアなどがあるほか、屋上の展望台には無料の望遠鏡などもある。また周辺は臨津閣国民観光地として整備されており、世界各地の戦場の石を集めたモニュメントや、朝鮮戦争で使われた銃やヘルメットを溶かして造られた「平和の鐘」・遊園地などがある。
板門店を訪問する外国人向けツアーなどで民間人出入統制区域の内側に入る場合、以前はここでチェックを受け、自由の橋を渡って区域に入っていたが、現在は、臨津閣の先にある臨津江に架かった「統一大橋」手前の検問所で受付をし、パスポートチェックを受ける必要がある。また、多くの外国人向けツアーが休憩を目的に立ち寄る場所でもある。
また、上記とは別に、韓国人も参加可能な都羅展望台などを訪れるツアーもここから出発している。
2020年、対岸の民間人出入統制区域との間にロープウェイ「坡州臨津閣平和ゴンドラ」が開通し、元在韓米軍キャンプ跡地を整備した観光地を訪問することができる。（ただし、軍事保護区域という性質上、搭乗には身分証明書による本人確認、および誓約書への署名が必要となる）

## 警備

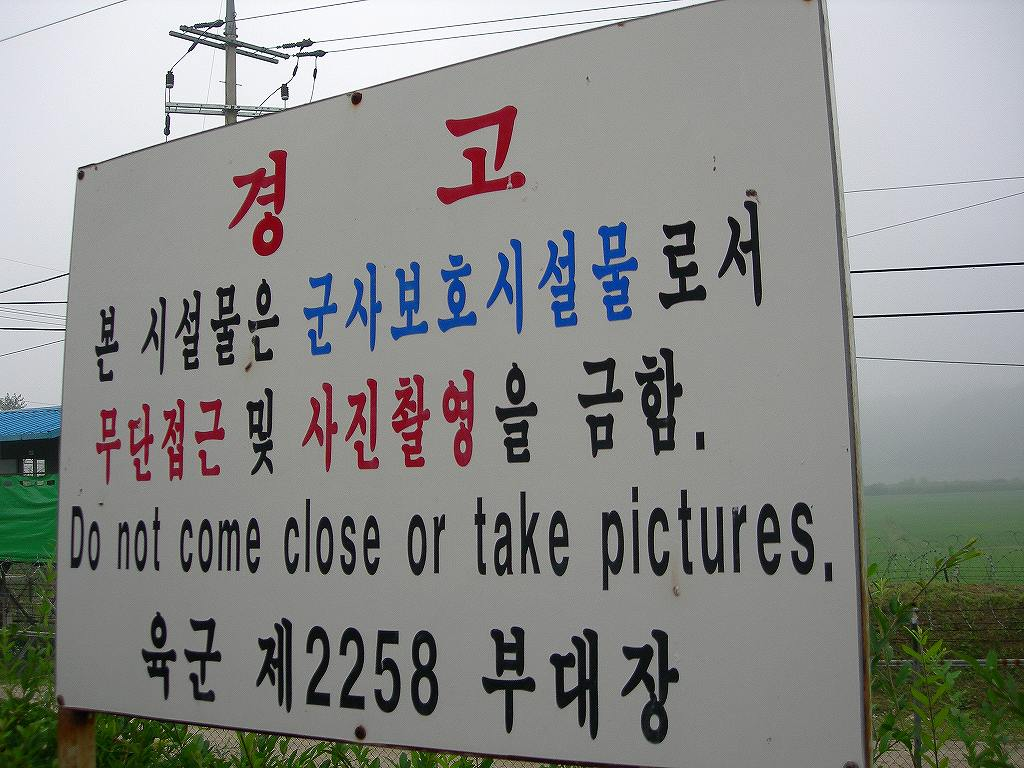
無断接近・写真撮影禁止の看板

民間人が立ち入れる地域ではあるが、民間人統制区域内部や軍施設に無断で立ち入ったり、カメラを向けることは禁止されており、見つかった場合は銃を向けられることもある。これは都羅展望台など北朝鮮との国境に近い場所においては同じである。

## 周辺施設
- 臨津江
- 臨津江駅　最寄り駅・徒歩約10分